# Price to Play
Price to Play è il primo singolo degli Staind estratto dall'album 14 Shades of Grey, pubblicato nel maggio del 2003.

## Canzone
Canzone molto potente che riporta alla mente le sonorità di canzoni come Pressure o Can't Believe o di altre canzoni presenti nell'album Dysfunction: a causa di questa sua caratteristica, questo singolo distacca letteralmente dal resto delle tracce presenti nell'album. Aaron Lewis afferma che la canzone non vuole dirci che la vita è un gioco, bensì che il "prezzo che paghiamo per giocare a questo gioco si chiama vita". È anche presente nella raccolta The Singles: 1996-2006. Il singolo ha ben figurato nelle classifiche rock americane raggiungendo, tra gli altri, il numero 2 nella Billboard Mainstream Rock Tracks

## Tracce
1. "Price to Play" - 3:36
2. "Let It Out" (No Album) - 4:47
3. "Can't Believe" (Live dall'MTV Unplugged) - 3:19

### Bonus
- "Price to Play" (Promo Video)

## Curiosità
- "Price to Play" fu la canzone ufficiale del WWE Vengeance del 2003.